# 博维诺
博维诺（義大利語：Bovino），是意大利福贾省的一个市镇。总面积84.14平方公里，人口3602人，人口密度42.8人/平方公里（2009年）。ISTAT代码为071007。